# Pernik (stad)
Pernik (Bulgaars: Перник) is een stad in Bulgarije met 73.111 inwoners (31 december 2018). De stad ligt in het dal van de Strymon op 750 meter hoogte. Het is de hoofdplaats van de gelijknamige oblast.

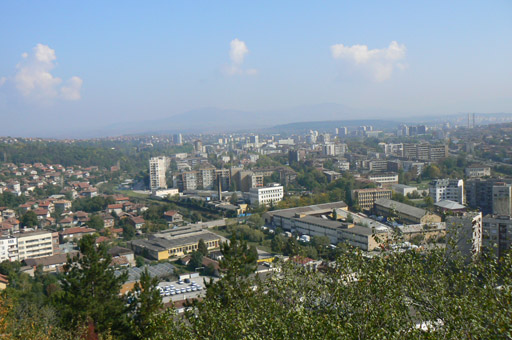
Zicht op de stad

## Etymologie
De naam Pernik werd voor het eerst genoemd in de 9e eeuw. De naam is vermoedelijk afkomstig van de Slavische god Perun (van donder en bliksem) of van een lokale bojaar genaamd Perin, waarbij de Slavische achtervoegsel –nik (of –ik) werd toegevoegd.

## Geschiedenis
Pernik kwam aan het eind van de 19de eeuw tot ontwikkeling dankzij de steenkoolwinning. Tussen 1949 en 1962 heette de stad Dimitrovo, naar de communistische premier Georgi Dimitrov. Pernik is in 1929 uitgeroepen tot stad en is sinds 1958 de hoofdstad van de oblast Pernik.

## Bevolking
Op 31 december 2018 telt de stad Pernik 73.111 inwoners, een daling vergeleken met 80.191 inwoners in 2011 en een nog verdere daling vergeleken met 85.991 inwoners in 2001. De bevolking bestaat nagenoeg uitsluitend uit etnische Bulgaren (97%), met een kleine Romabevolking (~2,3%).
| stad Pernik     | 28 545 | 59 930 | 75 840  | 87 408  | 94 758  | 90 549  | 85 991  | 80 191 | 73 111 |
| gemeente Pernik | 59 593 | 91 081 | 109 724 | 113 890 | 117 615 | 111 244 | 104 625 | 97 181 | 88 604 |

De gemeente Pernik omvat, naast de stad Pernik, ook het stadje Batanovtsi en 22 nabijgelegen dorpen. Op 31 december 2018 telde de gemeente Pernik een inwonersaantal van 88.604, waarvan 75.169 in de twee steden en 13.435 verspreid over 22 dorpen op het platteland. De gemeente had een urbanisatiegraad van circa 85%.

#### Religie
Het christendom is de grootste religie in Pernik. Bij de volkstelling van 2011 was 87% van de bevolking lid van de Bulgaars-Orthodoxe Kerk, gevolgd door kleinere groepen katholieken (0,7%) en protestanten (0,4%). Ongeveer 5% van de bevolking heeft geen religie, een zeer klein percentage is moslim (0,2%), terwijl de rest van de bevolking geen antwoord heeft willen geven op de optionele volkstelling.

## Gemeente Pernik
De gemeente Pernik heeft een oppervlakte van 477 vierkante kilometer en bestaat uit 24 nederzettingen: 2 steden en 22 dorpen.
| - Batanovtsi (stad) - Bogdanovdol - Bosnek - Divotino - Dragitsjevo - Golemo Boetsjino - Jardzjilovtsi - Kladnitsa | - Kralev Dol - Leskovets - Ljoelin - Mesjtitsa - Pernik - Planinifsa - Radoej - Rasnik | - Roedartsi - Selisjten Dol - Stoedena - Tsjerna Gora - Tsjioeipetlovo - Viskjar - Vitanovtsi - Zidartsi |

## Stedenbanden
- Pardubice (Tsjechië)

## Geboren
- Kiril Ivkov (1946-2025), voetballer en voetbalcoach
- Velizar Dimitrov (13 april 1979), voetballer
- Vladislav Stojanov (8 juni 1987), voetballer